# Kościół św. Leonarda Opata w Wierzbiu
Kościół św. Leonarda Opata – rzymskokatolicki kościół parafialny, położony we wsi Wierzbie (gmina Praszka). Kościół należy do Parafii św. Leonarda Opata w Wierzbiu w dekanacie Mokrsko archidiecezji częstochowskiej.
30 grudnia 1967 roku, pod numerem 974 kościół został wpisany do rejestru zabytków województwa opolskiego.

## Historia kościoła
Kościół w Wierzbiu wybudowany został na początku XVI wieku. W XVIII wieku został przebudowany. W 1889 oraz w 1949 roku przeprowadzono remont świątyni. Kolejna przebudowa miała miejsce w 1959 roku. W latach 1971–1974 kościół ponownie wyremontowano, wymieniono wówczas m.in. gonty pokrywające dach. W latach 1994–2000 budowla została odnowiona.

## Architektura i wnętrze kościoła

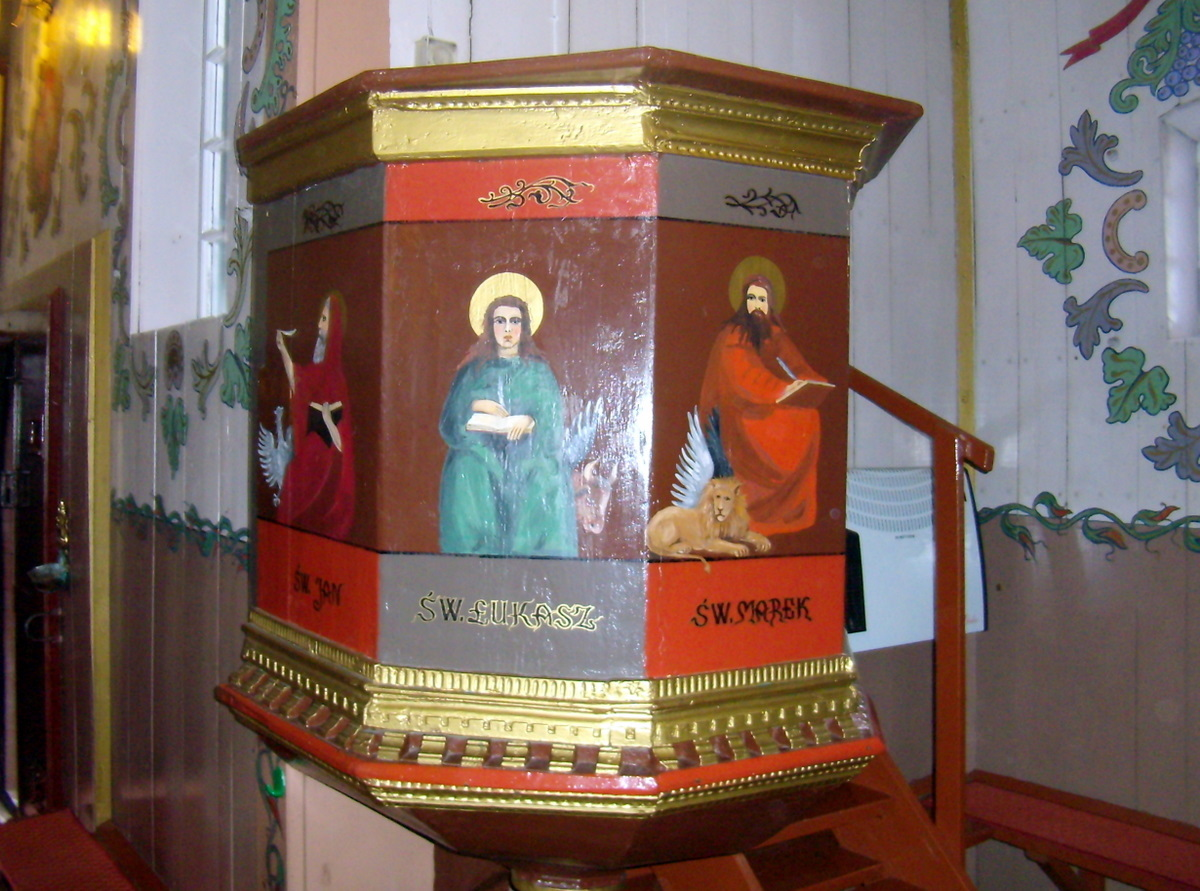
Wnętrze świątyni - ambona

Drewniany kościół jednonawowy o konstrukcji zrębowej, orientowany, zaliczany jest do późnogotyckiej odmiany kościoła drewnianego typu wieluńskiego. Prezbiterium jest mniejsze od nawy, zamknięte prostokątnie z dwoma bocznymi zakrystiami (drewnianą i murowaną). Od frontu kościółka i z boku nawy znajduje się kruchta. Wieża kościelna jest konstrukcji słupowej zakończona dachem namiotowym. Świątynię pokrywa dach dwukalenicowy, kryty gontem z sześcioboczną wieżyczką na sygnaturkę zakończoną blaszanym hełmem. Wewnątrz kościół posiada strop płaski wspólny dla nawy i prezbiterium. Chór muzyczny wspierają słupy, w części środkowej parapet jest wysunięty. Na belce tęczowej umieszczony jest krucyfiks. Ponadto zachowały się zabytkowe:
- portal z XVI wieku,
- późnobarokowy ołtarz główny pochodzący z XVIII wieku z neogotyckim tryptykiem,
- dwa ołtarze boczne,
- ambona z XVIII wieku z malowanymi wizerunkami Ewangelistów,
- konfesjonał i ławy pochodzące z XVIII wieku,
- stacje drogi krzyżowej w stylu ludowym z XIX wieku[4].